# Jáma lvová
Jáma lvová je korespondenční seminář na pomezí matematiky a informatiky pro žáky druhého stupně základních škol a odpovídajících ročníků víceletých gymnázií. Seminář pořádá České vysoké učení technické v Praze od roku 2009. 

## Průběh soutěže
Řešitelé jsou rozděleni do dvou kategorií podle věku: kategorie Mladší je určena pro žáky 6. a 7. tříd, kategorie Starší pro žáky 8. a 9. tříd. 
Během školního roku řeší účastníci tři série úloh. Každá série obsahuje pro každou kategorii pět úloh rozdílné obtížnosti. Na vyřešení každé série mají žáci přibližně dva měsíce. Svá řešení účastníci elektronicky či poštou posílají organizátorům semináře, kteří úlohy opraví, obodují a pošlou spolu se zadáním úloh další série zpět. 
O letních prázdninách je pro účastníky soutěže připraven letní tábor. Jeho součástí jsou odborné přednášky na různá témata (především z různých oblastí matematiky a informatiky), pro účastníky jsou rovněž připraveny odborné projekty, jež mohou dle vlastního zájmu zpracovávat. 

## Organizátoři
Seminář je organizován převážně studenty Českého vysokého učení technického v Praze a touto univerzitou je rovněž financován. 